# Karl Scheurer
Karl Scheurer (Sumiswald 27 september 1872 - Bern, 14 november 1929) was een Zwitsers politicus.
Scheurer was lid van de Vrijzinnige-Democratische Partij (FDP/PRD). Van 1 juni 1913 tot 31 mei 1914 was hij voorzitter van de Regeringsraad van het kanton Bern. 
Op 11 december 1919 werd hij in de Bondsraad gekozen. Hij bleef lid van de Bondsraad tot aan zijn dood op 14 november 1929. Tijdens zijn ambtsperiode beheerde hij het Departement van Militaire Zaken. 
In 1922 en in 1929 was Scheurer vicepresident en in 1923 bondspresident.